# Čajchána
Čajchána je veřejné pohostinství fungující v mnoha zemích Asie (např. Afghánistán, Pákistán, Tádžikistán, Kyrgyzstán atd.), kde je hostům podáván především čaj a zpravidla zde nechybí ani vodní dýmky. Čajchány jsou místem odpočinku pro cestující, fungují podobně jako hospody v zemích Evropy, ale na místo alkoholu je zde podáván čaj, mléko nebo káva, pro majoritní obyvatelstvo vyznávající islám (jenž zakazuje sebepoškozování[zdroj?] a alkohol řadí mezi takové praktiky[zdroj?]). Je zde podáváno také jídlo. Na hlavních cestách by tedy neměly chybět. Bývají proto i součástí karavanserájů.